# Armand Béhic (Schiff)
Die Armand Béhic war ein 1892 in Dienst gestelltes Passagierschiff der französischen Reederei Messageries Maritimes, das im Liniendienst von Marseille nach Australien und später China eingesetzt wurde. Sie war eines von vier Schwesterschiffen und das einzige davon, das nicht im Ersten Weltkrieg versenkt wurde.

## Geschichte
Das 6.467 BRT große Dampfschiff Armand Béhic wurde unter dem Namen Tasmanien auf der Werft Chantiers Navals de La Ciotat in der südfranzösischen Hafenstadt La Ciotat auf Kiel gelegt. Bei ihrem Stapellauf am 26. April 1891 wurde sie aber zu Ehren des kurz zuvor verstorbenen französischen Politikers Louis Henri Armand Béhic auf den Namen Armand Béhic getauft. Béhic war einer der Mitbegründer und zeitweise auch Direktor der Messageries Maritimes gewesen.
Das aus Eisen gebaute 152 Meter lange und 15,26 Meter breite Passagier- und Frachtschiff wurde mit einer Dreifachexpansions-Dampfmaschine angetrieben, die 7.500 PS leistete und eine Geschwindigkeit von 17,5 Knoten ermöglichte. Das Schiff hatte eine Tragfähigkeit von 5.462 Tonnen und eine Verdrängung von 10.800 Tonnen. Die Passagierunterkünfte waren für 172 Passagiere der Ersten, 71 Passagiere der Zweiten und 109 Passagiere der Dritten Klasse ausgelegt. Zusätzlich konnten auf kurzen Strecken weitere 234 Deckpassagiere mitgeführt werden.
Die Armand Béhic war das dritte in einer Reihe von vier identischen Schwesterschiffen, die für den Passagier- und Frachtverkehr der Messageries Maritimes nach Australien gebaut wurden. Die anderen waren die Polynésien (1890), die Australien (1890) und die Ville de La Ciotat (1892). Die vier Schiffe maßen je um die 6.400 Bruttoregistertonnen, hatten zwei Schornsteine, einen vierblättrigen Propeller sowie drei Masten mit der Takelage einer Bark. Sie standen in direkter Konkurrenz zu vier kurz zuvor in Dienst gestellten Liniendampfern der britischen Peninsular and Oriental Steam Navigation Company auf der gleichen Route, der Victoria (1887), Britannia (1887), Arcadia (1888) und Oceania (1888).
Im Januar 1892 wurde das Schiff fertiggestellt und am 3. Februar lief es in Marseille zur Jungfernfahrt nach Australien und Nouméa (Neukaledonien) aus. Im Sommer 1893 reiste der Maler Paul Gauguin an Bord der Armand Béhic nach Tahiti und im September 1900 machte Jean-Baptiste Marchand mit der Armand Béhic eine Überfahrt nach China. 1903 wurde der bisher schwarze Schiffsrumpf weiß angestrichen. Im Jahr 1912 wurde das Schiff komplett auf die Fernost-Route gesetzt.
Im Ersten Weltkrieg wurde die Armand Béhic als Truppentransporter eingesetzt. So brachte sie beispielsweise im März und April 1915 bei Kap Helles Truppen für die Schlacht von Gallipoli an Land. Sie überstand als einziges der Vierergruppe den Seekrieg im Ersten Weltkrieg. Die Ville de La Ciotat wurde am 24. Dezember 1915 südlich des Peloponnes von U 34 versenkt (81 Tote), die Polynésien am 10. August 1918 vor Valletta von UC 22 (19 Tote) und die Australien von UC 54 am 19. Juli 1918 vor Kap Bon (20 Tote). Die Armand Béhic nahm 1919 wieder ihren Passagierdienst auf wurde im Oktober 1924 in Marseille abgewrackt.